# Ulica Józefa Sowińskiego w Lublinie
Ulica Józefa Sowińskiego – arteria komunikacyjna w Lublinie. Stanowi część obwodnicy śródmiejskiej.

## Przebieg
Składa się z dwóch części: łączącej aleje Racławickie z ul. Głęboką (na terenie Wieniawy) oraz osiedlowej ulicy na Rurach. Fragment osiedlowy rozpoczyna się chodnikiem prowadzącym przez łąkę. Łączna długość ulicy (wraz z odcinkiem pieszym) wynosi 1,5 km.

## Historia
Według Ogólnego planu zagospodarowania przestrzennego z 1959 rurski odcinek ul. Sowińskiego miał stanowić część arterii łączącej trasy W-Z i N-S, biegnącej od al. Warszawskiej, przez ul. Głęboką, Sowińskiego, dolinę Bystrzycy, równolegle do osi Smoluchowskiego, do ul. Abramowickiej. Według OPZP z 1969 całość ul. Sowińskiego miała stanowić część obwodnicy miejskiej Lublina.
Na przełomie XX i XXI w. tworzono różne warianty rozbudowy ulicy, mające na celu poprawę przepustowości; proponowano budowę tunelu lub estakady. W SUiKZP z 2000 zaplanowano przebudowę odcinka wieniawskiego w ramach programu rozbudowy układu ulicznego i założono, że będzie stanowił odcinek obwodnicy miejskiej. W 2014 prezydent miasta stwierdził, że ulica ta będzie odcinkiem obwodnicy śródmiejskiej, różnej od obwodnicy miejskiej.
W 2013 zaproponowano połączenie obydwu części ulicy, poszerzenie jej do czterech pasów ruchu z wydzielonymi pasami ruchu albo ścieżkami dla rowerzystów oraz zawieszenie nad nią trakcji trolejbusowej. Pod koniec 2015 rozważano ograniczenie inwestycji do remontu nawierzchni.

## Otoczenie
Wieniawska część przebiega w poprzek miasteczka akademickiego i jest jego główną drogą. Stoi tam budynek Centrum Języka i Kultury Polskiej UMCS oraz budynki mieszkalne i usługowe dla studentów UMCS i UP.